# Адолф фон Шаумбург-Липе
Адолф Вилхелм Виктор фон Шаумбург-Липе (на немски: Adolf Wilhelm Viktor Prinz zu Schaumburg-Lippe; * 20 юли 1859, дворец Бюкебург; † 9 юли 1917, Бон) е принц от Шаумбург-Липе и пруски генерал на кавалерията. От 1895 до 1897 г. е регент на княжеството Липе-Детмолд за княз Александер фон Липе-Детмолд, който страда от психическо заболяване.

## Биография
Той е четвъртият син на княз Адолф I Георг фон Шаумбург-Липе (1817 – 1893) и принцеса Хермина фон Валдек-Пирмонт (1827 – 1910), дъщеря на княз Георг I фон Валдек-Пирмонт (1789 – 1845) и принцеса Ема фон Анхалт-Бернбург-Шаумбург-Хойм (1802 – 1858).
Адолф се жени на 19 ноември 1890 г. в Берлин за принцеса Виктория Пруска (* 12 април 1866, Постдам; † 13 ноември 1929, Бон), втората дъщеря на германския кайзер Фридрих III и британската принцеса Виктория Сакскобургготска, най-възрастната дъщеря на кралица Виктория и принц Алберт фон Сакс-Кобург-Гота. След дълго сватбено пътуване в различни страни те започват да живеят в дворец Шаумбург в Бон. След едно помятане бракът остава бездетен.
През Първата световна война Адолф фон Шаумбург-Липе ръководи като заместник генералното командване на „VII. Армее-Корпс“ в Бон.
Той умира на 9 юли 1916 г. на 56 години в Бон и е погребан на 16 юли 1916 г. в Бюкебург. Вдовицата му Виктория Пруска се омъжва втори път на 19 ноември 1927 г. в Бон за Александер Анатолиевич Зубкоф (1901 – 1936).

## Галерия
- Принцеса Виктория Пруска, ок. 1908
- Дворецът Шаумбург в Бон, ок.1900